# Max-Planck-Institut für chemische Ökologie
Das Max-Planck-Institut für chemische Ökologie (englisch: „Max Planck Institute for Chemical Ecology“ MPICE) hat seinen Sitz auf dem Beutenberg Campus im thüringischen Jena. Im März 1996 hat die Max-Planck-Gesellschaft das Institut in der Universitätsstadt gegründet, um Grundlagenforschung zu betreiben. Schwerpunkte der Forschung ist die Untersuchung der Beziehungen zwischen Pflanzen, den Insekten, die Pflanzen fressen, und ihrer Umgebung. Dabei steht vor allem die chemische Interaktion im Vordergrund, die von der namensgebenden chemischen Ökologie untersucht wird. Der geschäftsführende Direktor ist derzeit Jonathan Gershenzon.
Etwa 170 Wissenschaftler, darunter zahlreiche Doktorandinnen und Doktoranden sowie Studierende, arbeiten in fünf Abteilungen und weiteren Forschungsgruppen.
- Abteilung Biochemie unter der Leitung von Jonathan Gershenzon[3]
- Abteilung Evolutionäre Neuroethologie unter der Leitung von Bill S. Hansson[4]
- Abteilung Naturstoffbiosynthese unter der Leitung von Sarah O’Connor[5]
- Abteilung Insektensymbiosen unter der Leitung von Martin Kaltenpoth[6]
- Emeritusgruppe Entomologie unter der Leitung von David G. Heckel
- Max-Planck-Forschungsgruppe Evolutionäre und integrative Physiologie unter der Leitung von Shabnam Mohammadi[7]
- Lise-Meitner-Gruppe Sozialverhalten unter der Leitung von Yuko Ulrich[8]
- Forschungsgruppe Olfaktorische Kodierung unter der Leitung von Silke Sachse[9]
- Forschungsgruppe Physiologie der pflanzlichen Verteidigung unter der Leitung von Axel Mithöfer[10]
- NMR unter Leitung von Christian Paetz[11]
- Massenspektrometrie unter Leitung von Rayko Halitschke[12]
- Max-Planck-Fellow-Gruppe Interaktion in Plankton-Gemeinschaften unter der Leitung von Georg Pohnert[13]

## International Max Planck Research School (IMPRS)
Das MPI für chemische Ökologie ist an der International Max Planck Research School „Chemical Communication in Ecological Systems“ in Jena beteiligt. Weitere Partner in der IMPRS sind die Friedrich-Schiller-Universität Jena und das Leibniz-Institut für Pflanzengenetik und Kulturpflanzenforschung in Jena. Die IMPRS ist ein englischsprachiges Promotionsprogramm. Die Sprecher der IMPRS sind Sarah O’Connor und Holger Schielzeth. 